# Filozofia kultury
Filozofia kultury – dział filozofii, który zajmuje się istotą kultury, jej wytworów i przejawów oraz relacjami kultury i jednostki czy społeczeństwa. Można w jej ramach wyróżnić takie działy jak ontologia, epistemologia i aksjologia kultury. Ściśle związana z etnologią i estetyką.